# Marina di Campo

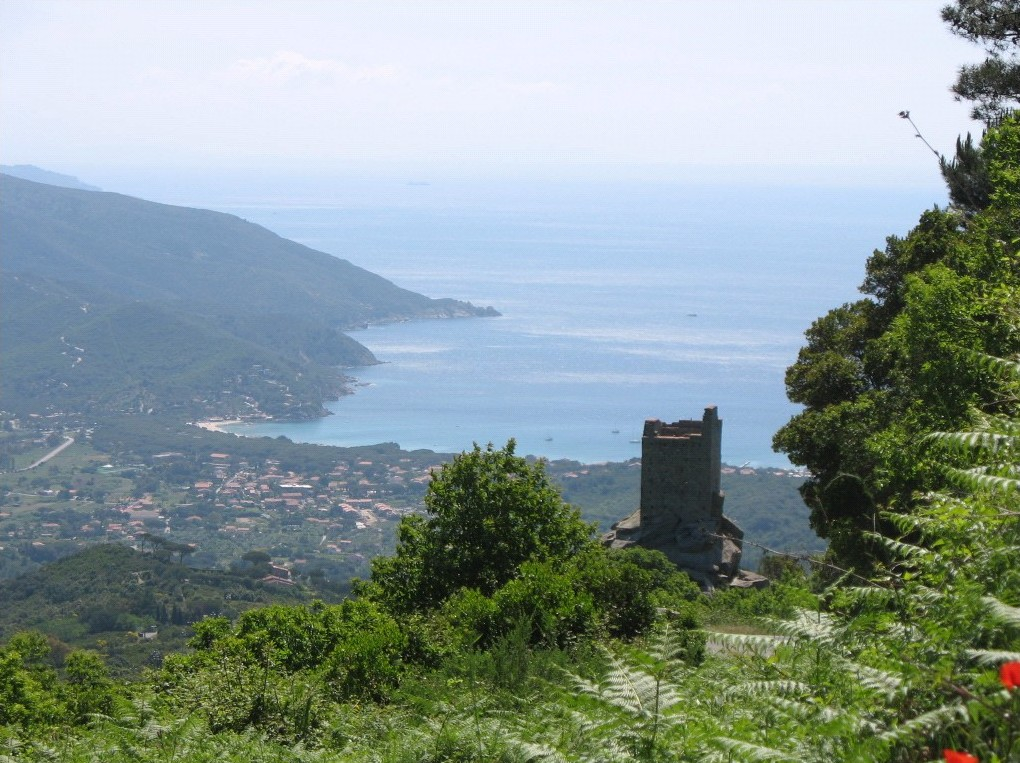
Marina di Campo

Marina di Campo ist ein Ortsteil von Campo nell’Elba auf der italienischen Insel Elba in der Provinz Livorno, Toskana und liegt rund 16 Kilometer von der Inselhauptstadt Portoferraio entfernt. Die Gemeinde hat mit 1,4 km Länge den längsten Sandstrand von Elba. 

## Geografie
Der Ort besteht aus einem mittelalterlichen Gemeindeteil und verfügt über einen eigenen kleinen Hafen, den eine Bucht umgibt.

Gegenüber dem Hafen, am Ende des Sandstrandes, befindet sich die Località La Foce. Hier sind drei Campingplätze zu finden. Im Norden des Ortes befindet sich der Flugplatz Marina di Campo.

## Sport & Freizeit
- Dank dem Nationalpark Toskanischer Archipel stehen die Gewässer vor  Marina di Campo unter Naturschutz, weshalb es viele artenreiche Tauchplätze gibt. In Marina di Campo sind mehrere Tauchbasen und Tauchschulen zu finden.
- Seit 2005 wird hier jährlich der Elbaman Triathlon ausgetragen.